# Gore (Filmgenre)
Die Bezeichnung Gore, von engl. geronnenes Blut und durchbohren, aufspießen (manchmal auch blood and gore) hat sich seit den 1960er Jahren für Filme etabliert, in denen Verletzungen und Verstümmelungen großformatig, farbig und detailliert präsentiert werden.
Im Unterschied zum nahe verwandten Genre des Splatterfilms, der zwar ebenfalls affektorientiert ist, bei dem aber der Vorgang des Verletzens im Mittelpunkt steht, widmet Gore sich vorrangig dem Ergebnis körperlicher Gewalt und präsentiert es in einem vorher unüblichen Ausmaß. Da eine genaue Trennung zwischen Splatter und Gore nicht immer möglich ist, werden die Begriffe mitunter gleichbedeutend verwendet.
Verhältnismäßig häufig wird Gore in Horror- und Yakuza-Filmen verwendet, aber auch andere Genres (wie der italienische Giallo) beinhalten Gore-Szenen, die Zerstückelungen, Ausweidungen, das Herausquellen von Organen sowie das Wühlen in den Eingeweiden der Filmopfer abbilden.
Einige der Regisseure, die Gore-Szenen in ihren Filmen einsetzen, sind u. a. George A. Romero, Lucio Fulci, Paul Morrissey und Umberto Lenzi.
Zu den moderneren Vertretern zählt außerdem Alexandre Aja.

## Geschichte
Da eine genaue Differenzierung zwischen Splatter und Gore kaum stattfindet, fällt die Geschichte des Gore mit der des Splatterfilms zusammen, zusätzlich gibt es Überschneidungen zum Slasher-Film und Snuff-Film.
Gore steht nicht nur im Widerspruch zum ästhetischen Körper, sondern dient in modernen Horrorfilmen und/oder Thrillern der Steigerung des Schockeffekts.
Kunstgeschichtlich betrachtet knüpft der Gore-Film an alte Traditionen an, in denen die Darstellung von Obduktionen lange mit Tabus belegt und doch immer wieder aufgegriffen wurden. Geöffnete und verwundete Körper weckten schon immer das Interesse der Menschen und waren bereits in der antiken Literatur vertreten (u. a. von Ovid in seinen Metamorphosen). Leonardo da Vinci sezierte heimlich und erstellte anatomische Grafiken, die bis in die Neuzeit Beachtung finden, in der plastinierte Körper in Ausstellungen, wie z. B. den Körperwelten, präsentiert werden.

### Blood Feast
Erfunden wurde der Gorefilm vom Exploitationfilm-Regisseur Herschell Gordon Lewis, der den Spitznamen „Professor Gore“ trägt, da er zwischen 1963 (Blood Feast) und 1972 (Gore Gore Girls) gleich 12 Filme gedreht hat, die das Genre maßgeblich geprägt haben.
Die Idee dazu kam Lewis, als er sich einen Gangsterfilm ansah, in dem ein Mann durch eine Maschinengewehrsalve zu Boden gestreckt wurde, was jedoch recht unspektakulär in Szene gesetzt war, da sich der Mann nur an die Brust fasste und kurz darauf tot umfiel. Lewis setzte sich stattdessen zum Ziel, derartige Szenen realistischer – und damit blutrünstiger – zu inszenieren. Mit dem Produzenten David F. Friedman entwickelte Lewis früher während der Dreharbeiten zu Bell, Bare and Beautyful (1963) die Idee zu Blood Feast, der wenig später als erster Gorefilm in die Filmgeschichte eingehen sollte.
Blood Feast (1963) ist kein inszenatorisches Meisterwerk: die Darsteller agieren hölzern, und die Gore-Effekte wirken zumindest aus heutiger Sicht eher billig als schockierend. Trotzdem wurde Blood Feast ein Hit und erwirtschaftete bei 24.000 US-Dollar Produktionskosten in den letzten Jahren mehr als 6,5 Millionen Dollar. Der Film war so erfolgreich, dass Friedman und Lewis die Gorefilme Two Thousand Maniacs (1964) und Color Me Blood Red (1964) hinterherschoben, welche zusammen mit Blood Feast die heute legendäre Blut-Trilogie ergeben. Es folgten noch weitere Filme wie Moonshine Mountain (1964, enthielt jedoch recht wenig Gore), A Taste of Blood (1967), The Gruesome Twosome (1967), She-Devils on Wheels (1968), Just for the Hell of It (1968), The Wizard of Gore (1970), This Stuff 'll Kill Ya (1971), The Gore-Gore Girls (1972) u. v. m., bis sich Lewis für lange Zeit zur Ruhe setzte und sich erst 2002 als Produzent von Blood Feast 2: All U Can Eat und 2001 Maniacs erfolgreich zurückmeldete.

### Kannibalenfilm
Die 1970er und frühen 1980er Jahre waren indes geprägt vom berüchtigten Mondo- bzw. Kannibalenfilm. Den Startschuss gab Umberto Lenzi mit seinem Film Mondo Cannibale (1972), dem 1977 Ruggero Deodatos Mondo Cannibale, 2. Teil – Der Vogelmensch folgte. Wie in unzählig anderen Kannibalenfilmen der damaligen Zeit (Die weiße Göttin der Kannibalen, R.: Sergio Martino, 1978; Lebendig gefressen, R.: Lenzi, 1980; Die Rache der Kannibalen (Cannibal Ferox), ebenfalls von Lenzi, 1981) ließen auch hier die Regisseure vor der Kamera Tiere abschlachten, um eine Art „Hyperrealismus“ und die Wildheit der Natur darzustellen.
1979 schließlich folgte Cannibal Holocaust (Nackt und zerfleischt) von Ruggero Deodato, der als „Höhepunkt“ des Kannibalengenres gilt: Eine Arbeitsgemeinschaft aus Dokumentarfilmern untersucht den südamerikanischen Dschungel, um die Existenz von Kannibalen zu beweisen. Bei ihren Ermittlungen gehen sie jedoch zu weit und werden schließlich selbst Opfer der gefräßigen Eingeborenen. Ein Anthropologe findet die Leichen der Fernsehfilmer und deren Aufzeichnungen. Bei der Betrachtung des Filmmaterials entpuppen sich diese als Sadisten, die die Ureinwohner grausam misshandelten.
Cannibal Holocaust war ein kontroverser Film, nicht zuletzt aufgrund seiner vielen real stattgefundenen Tiertötungen. So ließ Deodato z. B. eine Schildkröte köpfen und ausweiden, was auf Film gebannt wurde und minutenlang zu sehen ist. Die Aufnahmen der Tiertötungen führten anschließend in Italien zu einem Prozess wegen illegaler Aneignung von Filmmaterial (Tierquälerei) gegen ihn, in dessen Verlauf auch der Verdacht aufkam, Deodato habe für Cannibal Holocaust nicht nur Tiere, sondern auch Menschen getötet. So wurde ihm bei der Premiere seines Filmes vorgeworfen, Indios abgeschlachtet zu haben. Tatsächlich wurde bis auf die Tiere in Cannibal Holocaust niemand getötet, dennoch erhielt der Regisseur eine zweimonatige Gefängnisstrafe und eine Geldstrafe von 10.000 $, allerdings nahm er mit dem Filmmaterial 250.000 $ ein.
Das Kannibalengenre hielt sich nur von Ende der 1970er bis Mitte der 1980er Jahre und starb schließlich nahezu vollständig aus. Neuere Kannibalenfilme sind beispielsweise die Wrong-Turn-Filme.

### Zombiefilm
Einen weiteren Eckpfeiler des Gore stellt der Zombiefilm dar. Angefangen mit Die Nacht der lebenden Toten (Originaltitel: Night of the Living Dead, George A. Romero, USA, 1968), Dawn of the Dead (George A. Romero, Italien/USA, 1978) und Day of the Dead (George A. Romero, USA, 1985) wurde eine regelrechte Zombie-Welle losgetreten. Italien produzierte nun Gore-Filme am Fließband, als bekannteste sind hier Ein Zombie hing am Glockenseil (Lucio Fulci, Italien, 1980), Woodoo – Schreckensinsel der Zombies (Fulci, Italien, 1979), Großangriff der Zombies (Umberto Lenzi, Italien/Spanien, 1980) oder In der Gewalt der Zombies (Joe D’Amato, Italien, 1981) zu nennen. Als Hommage an die große Zeit des italienischen Horrorfilms kann man schlussendlich DellaMorte DellAmore (Michele Soavi, Frankreich/Italien, 1993) sehen.

### Japanischer Horrorfilm
Galt bereits der italienische Gorefilm als außerordentlich brutal, so stand auch der Ferne Osten dem in nichts nach: In Guinea Pig – Devil’s Experiment (Hideshi Hino, Japan, 1985), einem der wohl kontroversesten Filme aller Zeiten (45 Minuten ist die Folterung einer wehrlosen Frau durch drei männliche Jugendliche zu sehen), sieht man als Höhepunkt des Gore, wie ein Auge mit einer Nadel durchstochen wird. In den Schatten gestellt wurde der erste Teil dann durch seinen noch brutaleren Nachfolger, Guinea Pig 2 – Flowers of Flesh and Blood (Hideshi Hino, Japan, 1985), in dem ein als Samurai verkleideter Psychopath langsam eine unter Drogen gesetzte gefesselte Frau zerstückelt.
Der amerikanische Schauspieler Charlie Sheen sah auf einer Party Guinea Pig 2 – Flowers of Flesh and Blood und schaltete daraufhin – da er den Film für Snuff hielt – die MPAA ein, welche wiederum das FBI kontaktierte, welches dann auch Ermittlungen anstellte und herausfand, dass es sich bei dem gezeigten Material nicht um eine reale Tötung handelte. Die Macher des Filmes brachten später ein Making-of heraus, um zu beweisen, dass der Film kein Snuff ist. Sowohl Guinea Pig – Devil’s Experiment als auch sein Nachfolger geben im Vorspann an, auf authentischen Filmdokumenten zu beruhen, die lediglich nachgedreht worden seien. Ob es aber – wie in den Vorspännen behauptet – wirklich diese Snuff-Filme gegeben hat, die dem Regisseur Hideshi Hino und der Polizei angeblich zugesandt wurden, oder ob es sich um eine ausgeklügelte Marketing-Strategie handelte, ist ungeklärt.
Neben der Guinea Pig-Reihe ist noch der Historiengore Oxen Split Torturing (Yuji Makiguchi, Japan, 1976) zu erwähnen, der sich in äußerst brutalen Goreszenen (eine Frau wird von Ochsen zerrissen) ergeht.

### Gegenwart
In neuerer Zeit finden sich Goredarstellungen vor allem in Horrorfilmen des Zombie-Subgenres wieder, so etwa in Georges Romeros Land of the Dead (2005) oder im Remake von Dawn of the Dead aus dem Jahr 2004, sowie in Torture-Porn-Filmen wie Saw, Hostel und zahlreichen anderen Vertretern des Horrorgenres.

## Beispiele
Deutschsprachige Plattformen empfehlen normalerweise eher Splatterfilme als Gorefilme, daher wurden englischsprachige Empfehlungen berücksichtigt. Diese wurden möglicherweise bereits oben im Text genannt.
| Jahr | Titel                              | Land       | Handlung & sonstige Infos                                                                                   | Regie                  | Quelle            |
| ---- | ---------------------------------- | ---------- | --- | ---------------------- | ----------------- |
| 1970 | The Wizard of Gore                 | USA        | Fantasy-Splatterfilm                                                                                        | Herschell Gordon Lewis | [ 2 ]             |
| 1978 | Zombie                             | USA/IT     | Zombiefilm über vier Menschen, die sich während einer Zombie-Epidemie in einem Einkaufszentrum verschanzen  | George A. Romero       | [ 2 ]             |
| 1980 | Die Rückkehr der Zombies           | IT         | Low-Budget-Zombiefilm, wird auch dem Exploitationfilm zugerechnet                                           | Andrea Bianchi         | [ 3 ]             |
| 1980 | Nackt und zerfleischt              | IT         | Kannibalenfilm, Originaltitel Canibal Holocaust                                                             | Ruggero Deodato        | [ 2 ]             |
| 1985 | Zombie 2                           | USA        | 3. Teil der sogenannten „Living Dead“-Serie, Originaltitel Day of the Dead                                  | George A. Romero       | [ 2 ]             |
| 1985 | Dämonen 2                          | IT         | Horrorfilm, produziert von Dario Argento                                                                    | Lamberto Bava          | [ 2 ] [ 3 ] [ 4 ] |
| 1986 | Henry: Portrait of a Serial Killer | USA        | Low-Budget-Thriller über das Leben eines Serienmörders                                                      | John McNaughton        | [ 3 ]             |
| 1987 | Tanz der Teufel II                 | USA        | Fortsetzung von Tanz der Teufel, Gewalt-Persiflage, Originaltitel Evil Dead II                              | Sam Raimi              | [ 3 ] [ 4 ]       |
| 1992 | Braindead                          | Neuseeland | Lange indizierte Horror-Splatterfilm-Persiflage, gilt unter Fans als Kultfilm                               | Peter Jackson          | [ 3 ] [ 4 ]       |
| 2000 | Battle Royale                      | Japan      | Futuristische Dystrophie über Schüler, die gegeneinander um ihr Leben kämpfen                               | Kinji Fukasaku         | [ 3 ]             |
| 2003 | Piranha 3D                         | USA        | Splatter-Horrorkomödie, in der prähistorische Piranhas angreifen                                            | Alexandre Aja          | [ 3 ]             |
| 2003 | High Tension                       | FR         | Horrorfilm über einen sadistischen Mörder, der in ein Haus eindringt, Kultfilmstatus                        | Alexandre Aja          | [ 2 ] [ 4 ]       |
| 2005 | Hostel                             | USA        | Torture Porn, in dem kalifornische Rucksacktouristen in einen Folterkeller verschleppt werden               | Eli Roth               | [ 2 ]             |
| 2006 | Hatchet                            | USA        | Splatter-Horrorfilm über den missgebildeten Massenmörder Victor Crowley, der versteckt im Sumpf lebt        | Adam Green             | [ 3 ]             |
| 2007 | Planet Terror                      | USA        | Action-Horrorfilm um die Go-Go-Tänzerin Cherry Darling. Teil des Double-Features Grindhouse                 | Robert Rodriguez       | [ 4 ]             |
| 2008 | Martyrs                            | FR/CAN     | Eine ehemalige Gefangene rächt sich blutig an ihren Peinigern                                               | Pascal Laugier         | [ 3 ] [ 4 ]       |
| 2008 | Tokyo Gore Police                  | Japan      | Science-Fiction-Splatterfilm über eine privatisierte Polizei, die in Tokyo auf manipulierte Menschen trifft | Yoshihiro Nishimura    | [ 4 ]             |
| 2016 | Terrifier                          | USA        | Slasherfilm, in dem ein Horrorclown eine tragende Rolle spielt                                              | Damien Leone           | [ 4 ]             |